# Yichang
Yichang (chinesisch 宜昌市, Pinyin Yíchāng Shì) ist eine Großstadt im Westen der chinesischen Provinz Hubei mit über vier Millionen Einwohnern. Sie liegt zwischen dem Ober- und Mittellauf des Jangtsekiang. Nahebei liegt die Gezhouba-Talsperre.
Die durchschnittliche Jahrestemperatur der Region liegt bei 16–18 °C.
Yichang stellt von jeher ein Verteilungszentrum von Materialien und Verkehrsknotenpunkt in Westhubei und Ostsichuan dar. In der Nähe der Stadt befindet sich die Sanyou-Höhle, wo sich die bekannten Dichter der Tang-Dynastie Bai Juyi, sein jüngerer Bruder Bai Xingjian und Yuan Zhen trafen und sich von der Höhle zu einem der bekanntesten Gedichte Chinas inspirieren ließen.

## Geschichte
Seit 2002 gibt es in der Stadt Yichang die Chinesische Drei-Schluchten-Universität, die durch den Zusammenschluss der Universität für Hydraulik und Elektrotechnik, Yichang und der Hubei Drei-Schluchten-Universität entstanden ist. Sie ist die größte allgemeine Universität in Hubei außerhalb der Hauptstadt Wuhan mit über 20.400 Studenten.

## Administrative Gliederung
Auf Kreisebene setzt sich Yichang aus fünf Stadtbezirken, drei Kreisen, zwei Autonomen Kreisen und drei kreisfreien Städten zusammen. Diese sind (Stand: Ende 2019):
- Stadtbezirk Xiling (西陵区), 68 km², 550.600 Einwohner, Sitz der Stadtregierung;
- Stadtbezirk Wujiagang (伍家岗区), 84 km², 251.800 Einwohner;
- Stadtbezirk Dianjun (点军区), 533 km², 112.500 Einwohner;
- Stadtbezirk Xiaoting (猇亭区), 130 km², 67.800 Einwohner;
- Stadtbezirk Yiling (夷陵区), 3.417 km², 541.100 Einwohner;
- Kreis Yuan’an (远安县), 1.741 km², 183.900 Einwohner, Hauptort: Großgemeinde Mingfeng (鸣凤镇);
- Kreis Xingshan (兴山县), 2.315 km², 166.000 Einwohner, Hauptort: Großgemeinde Gufu (古夫镇);
- Kreis Zigui (秭归县), 2.274 km², 354.000 Einwohner, Hauptort: Großgemeinde Maoping (茅坪镇);
- Autonomer Kreis Changyang der Tujia (长阳土家族自治县), 3.419 km², 382.000 Einwohner, Hauptort: Großgemeinde Longzhouping (龙舟坪镇);
- Autonomer Kreis Wufeng der Tujia (五峰土家族自治县), 2.370 km², 190.000 Einwohner, Hauptort: Großgemeinde Wufeng (五峰镇); Katholische Kirche

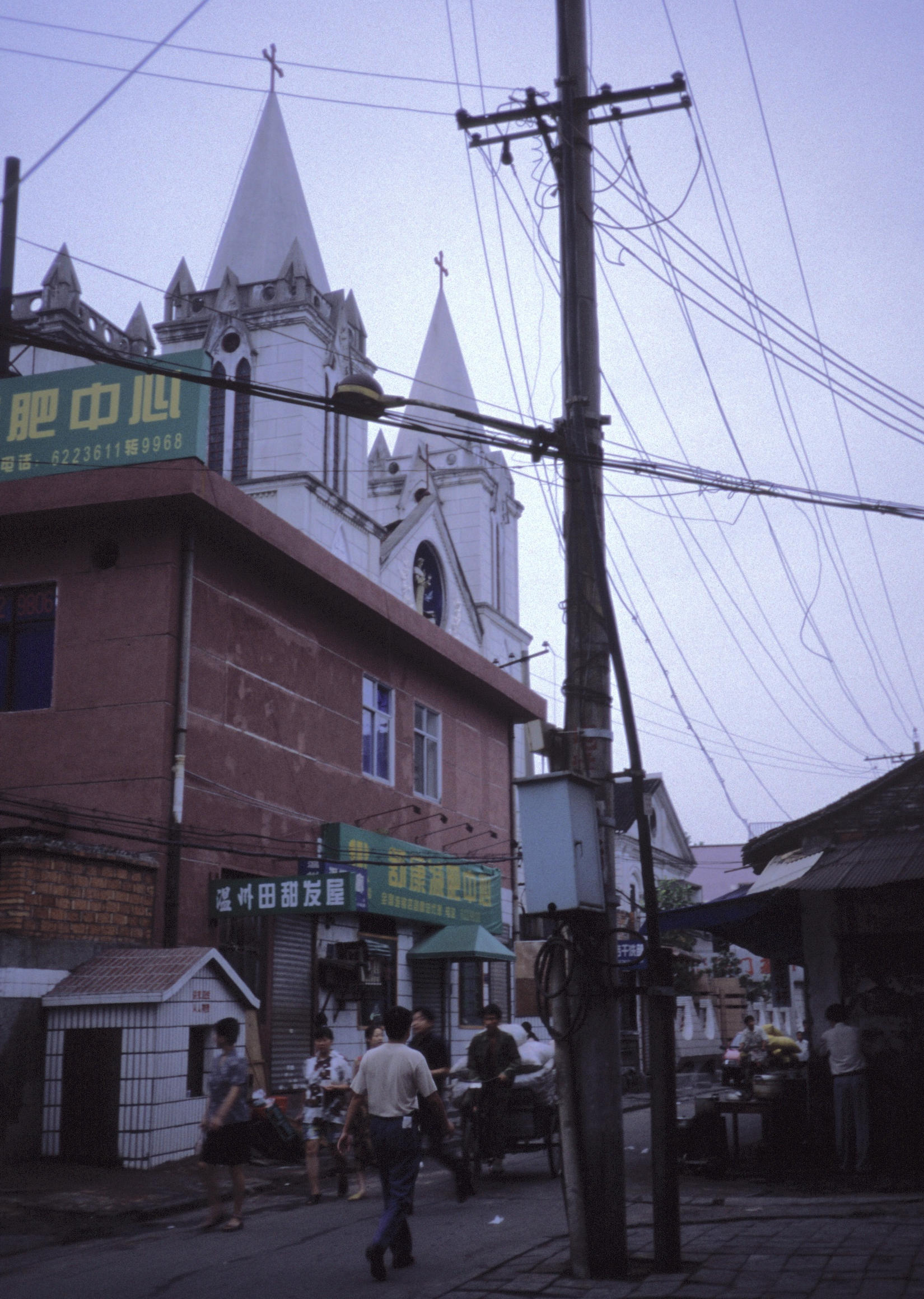
Katholische Kirche

- Stadt Zhijiang (枝江市), 1.372 km², 490.100 Einwohner;
- Stadt Yidu (宜都市), 1.355 km², 384.100 Einwohner;
- Stadt Dangyang (当阳市), 2.149 km², 464.000 Einwohner.

## Ethnische Gliederung der Bevölkerung Yichangs (2000)
Beim Zensus im Jahr 2000 wurden in Yichang 4.149.308 Einwohner gezählt.
| Name des Volkes | Einwohner | Anteil  |
| --------------- | --------- | ------- |
| Han             | 3.714.512 | 89,52 % |
| Tujia           | 425.548   | 10,26 % |
| Hui             | 3.078     | 0,07 %  |
| Miao            | 2.289     | 0,06 %  |
| Manju           | 1.052     | 0,03 %  |
| Mongolen        | 543       | 0,01 %  |
| Dong            | 417       | 0,01 %  |
| Sonstige        | 1.869     | 0,05 %  |

## Söhne und Töchter der Stadt
- John Fernström (1897–1961), schwedischer Komponist und Dirigent
- Liu Weijia (* 1974), Schriftsteller
- Wei Yili (* 1982), Badmintonspielerin
- Zhao Yunlei (* 1986), Badmintonspielerin
- Wang Zhouyu (* 1994), Gewichtheberin
- Du Yue (* 1998), Badmintonspielerin
- Sun Jiajun (* 2000), Schwimmer
- Xiong Shiqi (* 2004), Weitspringerin